# Freddy Matungulu
Mbuyamu Ilankir Matungulu, connu sous le nom de Freddy Matungulu, né le 4 janvier 1955 à Lubembo, est un économiste et un homme politique de la république démocratique du Congo.

## Biographie

### Formation
Fils de fonctionnaire de la Territoriale congolaise, Freddy Matungulu est originaire de Lubembo, aujourd'hui dans la province de Bandundu. Élève brillant des écoles catholiques du Congo, il obtient son certificat d’études primaires en 1967 à l’école primaire Saint-Joseph de la ville de Bandundu, alors Banningville. Après des études secondaires à l’Institut Saint Jean-Baptiste de la Salle, toujours à Bandundu, sanctionnées par un diplôme d’État en 1973, il s’inscrit à la faculté des sciences économiques de l’université de Kinshasa (UNIKIN). En 1977, il y décroche, avec mention « distinction », une licence en sciences économiques, option économie internationale et monétaire. Nommé assistant à la faculté, Freddy Matungulu est aussi embauché, au cours de la même année, au siège de la Banque zaïroise du commerce extérieur (Banque du Peuple), à Kinshasa, en qualité d’analyste des crédits.
En 1980, comme assistant à l’UNIKIN, il bénéficie d’une bourse du gouvernement américain et part outre Atlantique pour poursuivre ses études. Il obtient d’abord un diplôme spécial d’anglais et d’économie à l'Institut d'économie de l’université du Colorado à Boulder. En 1981, il décroche un diplôme d’anglais de l'université d'État de New York à Buffalo. En 1983, il obtient une maîtrise en économie internationale à l'école Fletcher de l’université Tufts, dans la région de Boston. Pendant la même période, il suit des enseignements d’économie à la prestigieuse université Harvard, à Boston. Avide de connaissances, il pousse son cursus universitaire plus loin et obtient un doctorat en sciences économiques en 1986. Sa thèse de doctorat est intitulée La Politique des taux de change et son impact sur les mécanismes d’allocation des ressources et la croissance dans l’économie zaïroise : 1967-1983).

### Carrière d'enseignant
De retour au pays en 1986, il regagne la faculté des sciences économiques de l’UNIKIN et se consacre au métier de l’enseignement. Comme professeur associé, il dispense les cours d’économie politique et de politique monétaire. Il enseigne aussi, pendant une année, le cours de monnaie et crédit à l’Institut supérieur de commerce de Kinshasa.
En quête d’expérience dans la gestion de l’État, le professeur Matungulu occupe, de 1986 à 1992, des postes de conseiller spécial du vice-gouverneur de la Banque centrale du Congo, conseiller économique aux ministères du Budget et du Plan, conseiller principal aux ministère des Transports et Communications, du Commerce extérieur et du Budget, ainsi que coordinateur de la cellule d’études du ministère du Budget et conseiller principal et coordinateur du collège des conseillers économiques et techniques du cabinet du Premier ministre.

### Économiste au FMI
En juillet 1992, il intègre le Fonds monétaire international (FMI) à Washington, en tant qu’économiste.
En 1994, il crée le prix Professeur Matungulu, destiné à récompenser chaque année le meilleur étudiant de première licence en sciences économiques de l’UNIKIN, toutes options confondues. En effet, pour lui un système éducatif de qualité, permettant la création de compétences nécessaires au bon fonctionnement des différents secteurs de la vie nationale, constitue le socle du développement socio-économique durable d’un pays.
En 1998, Freddy Matungulu se voit confier le poste de représentant résident du FMI au Cameroun, où il supervise à la grande satisfaction des autorités de ce pays, l’exécution d’un programme de réformes économiques débuté en 1996 qui permettra au pays de bénéficier d’un important allègement de sa dette extérieure au titre de l’initiative en faveur des pays pauvres très endettés (PPTE).

### Ministre
En avril 2001, il est nommé ministre de l’Économie, des Finances, et du Budget, fonction où il met en œuvre un programme de stabilisation économique et financière, de maîtrise de l’inflation, de stabilisation de la monnaie nationale et permet le retour de la croissance économique après plus d’une décennie de récession. La coopération multilatérale entre la république démocratique du Congo, la Banque mondiale et le Fonds monétaire international est rétablie. La communauté internationale s’engage alors à soutenir le Congo dans ses efforts de redressement économique. Décriant des abus au sein du gouvernement dans la gestion des ressources publiques, il préfère ne pas trahir ses convictions et démissionne de son poste en février 2003.

### Retour au FMI
En juillet suivant, il regagne le FMI où il assure les fonctions de chef d’équipe pays et de chef de mission pour la conception et le suivi de programmes économiques de divers pays ayant des accords d’assistance financière et technique avec le FMI. À ce titre, Freddy Matungulu dirige de 2003 à 2014 une trentaine de missions du FMI chargées de conduire des discussions sur les politiques économiques de nombreux pays membres de cette grande institution, y compris le Niger, le Bénin, l’Union des Comores, la république du Congo (Brazzaville) et les Bahamas. Pendant la même période, il participe aussi à des sessions de renégociation de dettes souveraines au Club de Paris.
Ces missions du FMI se focalisent sur la situation macroéconomique, les finances publiques, la politique monétaire et des changes, la situation du secteur bancaire et financier, mais aussi sur les réformes structurelles menées par les pays concernés. L’objectif de ces échanges étant d’aider les pays membres visités à mettre en place des politiques économiques susceptibles de renforcer le potentiel de croissance de l’économie pour mieux lutter contre la pauvreté. De telles missions engagent également des pourparlers avec d’autres forces vives des nations concernées, dont des parlementaires, des chefs d’entreprises, des syndicalistes et autres membres de la société civile, pour mieux prendre en compte les positions de ces derniers dans les politiques économiques nationales retenues.

### Politique congolaise
En décembre 2014, Freddy Matungulu prend une retraite anticipée du FMI pour s’affranchir de l’obligation de réserve que lui imposaient ses fonctions au sein de cette institution, ce qui lui permet de retrouver la liberté d’expression et d’actions grâce à laquelle, en tant que citoyen congolais, il peut désormais apporter sa quote-part aux efforts visant le mieux-être de son pays. Au cours du même mois, il publie une tribune dans le magazine Jeune Afrique pour dénoncer les maux qui rongent la république démocratique du Congo.
En février 2015, s’impliquant à fond dans le débat sur les exigences financières du processus électoral de 2015/16 en république démocratique du Congo, Freddy Matungulu propose des voies de sortie de crise dans une interview accordée au magazine en ligne Afrikarabia.
En mai 2015, Freddy Matungulu crée le parti politique Congo Na Biso (CNB), (« Notre Congo »), un cri de ralliement patriotique et l’expression de l’engagement collectif de préserver l’unité et l’intégrité de la république démocratique du Congo. Le nom Congo Na Biso rappelle aussi le devoir des filles et fils du pays de travailler sans relâche à assurer la grandeur et la prospérité de la patrie, comme réaffirmé chaque jour dans l'hymne national Debout Congolais.
Le 8 août 2018, Freddy Matungulu s’est fait enregistrer à la Commission électorale nationale indépendante (CENI) comme Candidat à l’élection présidentielle de décembre 2018 en République démocratique du Congo.
Dans le cadre des efforts visant la mise en place d’une candidature commune de l’opposition, Freddy Matungulu a pris part au Conclave de l’Opposition  ayant abouti à la création à Genève (Suisse), le 11 novembre 2018,  de la Coalition LAMUKA dont il est cofondateur. Les travaux du Conclave ont  bénéficié de la facilitation de la Fondation Koffi Annan. Les autres participants, cofondateurs de la Coalition LAMUKA, sont  Jean-Pierre Bemba, Martin Fayulu, Vital Kamerhe, Katumbi Chapwe, Adophe Muzito et Félix Tshisekedi.
Depuis le 1er aout 2019, Freddy Matungulu siège au conseil d’administration  de la Banque africaine de développement (BAD) en qualité d’administrateur représentant les six pays du Groupe Afrique centrale, à savoir : le Burundi, le Cameroun, le Congo-Brazzaville, la république centrafricaine, la République démocratique du Congo, et le Tchad. 